# Lawrence (condado de Nassau, Nueva York)
Lawrence es una villa ubicada en el condado de Nassau en el estado estadounidense de Nueva York. En el año 2000 tenía una población de 6.522 habitantes y una densidad poblacional de 654,3 personas por km². Lawrence se encuentra dentro del pueblo de Hempstead.

## Geografía
Lawrence se encuentra ubicada en las coordenadas 40°36′34″N 73°46′36″O / 40.60944, -73.77667. Según la Oficina del Censo, la ciudad tiene un área total de 12,2 km² (4,7 mi²), de la cual 10 km² (3,9 mi²) es tierra y 2,2 km² (0,8 mi²) (17,91%) es agua.

## Demografía
Según la Oficina del Censo en 2000 los ingresos medios por hogar en la localidad eran de $104,845, y los ingresos medios por familia eran $129,779. Los hombres tenían unos ingresos medios de $99,841 frente a los $41,094 para las mujeres. La renta per cápita para la localidad era de $51,602. Alrededor del 6.3% de la población estaban por debajo del umbral de pobreza.